# Amy Diamond (modelo)
Amy Diamond (Crewe, Cheshire; 8 de febrero de 1988) es una modelo de glamour, actriz y cantante británica.

## Biografía
Nació en la ciudad de Crewe, en el condado inglés de Cheshire. Asistió al St Peter and St Paul's Catholic Voluntary Academy, así como en The Hammond School, donde estudió artes escénicas.
Como modelo de glamour, Diamond ha posado para diversas revistas para adultos del Reino Unido, como Nuts o Loaded, así como en el diario The Sun, del que llegó a ser una de sus chicas Page 3. También ha modelado como parte del trabajo de promoción para marcas como Ann Summers. En 2009, posó frente al Palacio de Westminster pintada con los colores de la bandera europea como parte de un truco publicitario del partido político Libertas (posteriormente ligado al UKIP).
En 2010, participó en el talent show de la BBC Over the Rainbow, cuyo objetivo era encontrar una actriz para interpretar a Dorothy en una próxima producción versada en El maravilloso mago de Oz. Llegó a convertirse en una de las once finalistas de la competición. En la primera semana de presentaciones en vivo para el voto público, cantó una versión de Big Girls Don't Cry de Fergie, pero fue eliminada después de la votación y la decisión del miembro del jurado Andrew Lloyd Webber. También participó en una actuación grupal de Love Machine, sencillo de Girls Aloud, junto a las concursantes Bronte Barbe, Emilie Fleming y Jessica Robinson. En el espectáculo final actuó con las ocho primeras Dorothy en una actuación grupal por Empire State of Mind (Part II) Broken Down, de Alicia Keys.
Más tarde, en 2010, fue elegida como "Janet" en una producción del musical The Drowsy Chaperone en Upstairs at The Gatehouse. También ha bailado y cantado en cruceros, y llegó a tener un pequeño papel en la serie Hustle de BBC One.
Diamond actualmente trabaja como cantante profesional.